# Gowin Knight
Gowin Knight (Corringham, 10 de setembro de 1713 — 8 de junho de 1772) foi um físico inglês.
Descobriu em 1745 um processo para produzir aço magnetizado, utilizado como agulha de uma bússola de precisão.
Recebeu a Medalha Copley em 1747, em reconhecimento a seus descobrimentos, e em 1757 sua bússola foi adaptada para uso da Marinha Real Britânica, e para sua construção foi engajado o fabricante londrino George Adams.
Foi o primeiro diretor do Museu Britânico, em 1756.